# Wizja Sport
Wizja Sport – pierwsza polska sportowa stacja telewizyjna, początkowo nadawana w formie codziennego bloku programowego na kanale Twoja Wizja, dostępnego na platformie cyfrowej Wizja TV, zaś od 18 września 1999 jako samodzielny kanał sportowy, nadający od godz. 12 do godz. 24, a pod koniec działalności - w weekendy - od godz. 8 do godz. 24.

## Historia
Początkowo program podzielony był na kilka bloków: godz. 12 – Na Bis (powtórki), godz. 14 – Magazyn, godz. 15 – Sport o trzeciej, godz. 17 – Magazyn, od godz. 18 – Wydarzenie Dnia.
W pierwszym roku działalności Wizja Sport wyemitowała ponad 750 godzin transmisji na żywo, relacjonując m.in. piłkarską Ligę Mistrzów, Puchar UEFA oraz wszystkie wyjazdowe spotkania reprezentacji Polski (również w eliminacjach do Mistrzostw Europy 2000, a następnie Mistrzostw Świata 2002). Na antenie stacji sporo miejsca zajmowały też: żużel, koszykówka (NBA), hokej na lodzie, kręgle, czy bilard. Transmitowano piłkarskie rozgrywki ligi szkockiej, holenderskiej, portugalskiej, Football Conference, a także Pucharu Niemiec. Stacja rywalizowała z Canal+ o prawa do transmisji meczów polskiej ekstraklasy. Od początku 1999 r. transmitowała ligowe spotkania Legii Warszawa oraz zmagania Pucharu i Superpucharu Polski.
W 2000 r. instytut GfK Polonia przeprowadził badanie, z którego wynikało, że co trzeci (30%) ankietowany Polak płci męskiej wskazał na Wizję Sport jako na kanał oferujący najbogatszą ofertę sportową, Eurosport uzyskał 51% wskazań, DSF 12%, Polsat i Canal+ po 9%. W grupie abonentów satelitarnych Wizji TV na Wizję Sport wskazało 75% odbiorców. 30% badanych spośród reprezentatywnej grupy Polaków płci męskiej wskazało na Wizję Sport jako na kanał oferujący wydarzenia sportowe niedostępne na innych kanałach, Eurosport uzyskał 45% wskazań, Canal+ 19%, Polsat 16%, TVP2 15%. W grupie abonentów satelitarnych Wizji TV na Wizję Sport wskazało 76% ankietowanych.

## Dziennikarze
Wśród dziennikarzy Wizji Sport byli m.in. Michał Bunio (jeden z twórców kanału), Tomasz Lorek, Bożydar Iwanow, Maciej Kurzajewski, Przemysław Babiarz, Edward Durda, Maciej Jabłoński, Paulina Smaszcz, Jarosław Krzoska. Ze stacją współpracowali m.in. Jan Tomaszewski, Zenon Plech, Krzysztof Kosedowski, Jerzy Kulej, Krzysztof Hołowczyc i Anita Werner. Wizja Sport sponsorowała m.in. Tomasza Golloba, Krzysztofa Hołowczyca, koszykarzy Hoopu Pruszków, pięściarzy Polish Boxing Promotion oraz hokejowego mistrza Polski – Dwory Unię Oświęcim.

## Programy
Stacja produkowała własne programy, m.in. Piłkarska Wizja, Motowizja, Magazyn żużlowy, Rajd z Hołkiem, Kosz za kosz. Od 24 marca 2001 była dostępna bez dodatkowych opłat dla abonentów Wizji TV i sieci UPC. Do końca 2001 r. wyemitowano ponad 1528 imprez sportowych m.in.:
- 608 transmisji piłki nożnej
- 225 transmisji koszykówki
- 110 transmisji sportu żużlowego
- 450 transmisji hokeja
- 65 transmisji piłki ręcznej
- 70 transmisji gal bokserskich.

## Koniec nadawania – przejęcie przez Cyfrę+
Wizja Sport zakończyła nadawanie 31 grudnia 2001. Ostatnim programem wyemitowanym przez stację był godzinny benefis pt. Na pożegnanie, w którym podsumowano wszystkie przeprowadzone transmisje od momentu powstania kanału Wizja Sport, a także przedstawiono redakcję i pracowników stacji. Po zakończeniu programu na ekranie pojawiła się fioletowa plansza, na której widniał następujący napis: Z dniem 1 stycznia Wizja Sport zaprzestała nadawania programu. Za wszystkie niedogodności przepraszamy i dziękujemy za wierne kibicowanie. Następnego dnia zmieniono napis na planszy na inny o treści: Dnia 1 stycznia 2002 kanał Wizja Sport zakończył nadawanie. Już wkrótce nowy kanał. W marcu 2002 r. Wizja TV została przejęta przez Cyfrę+ i zlikwidowana. Na początku 2002 w miejsce Wizji Sport nadawał blok sportowy Canal + Niebieski do czasu połączenia obu platform cyfrowych.